# Château de Sédières
 (juillet 2020).
Si vous disposez d'ouvrages ou d'articles de référence ou si vous connaissez des sites web de qualité traitant du thème abordé ici, merci de compléter l'article en donnant les références utiles à sa vérifiabilité et en les liant à la section « Notes et références ».
Le château de Sédières (Castèl de Sediera en occitan) est un château du département de la Corrèze, situé sur la commune de Clergoux de 130 hectares de forêts, d'étangs et d'eaux vives.
Classé monument historique le 8 mars 1958, le château est racheté en 1965 par le conseil général de la Corrèze. Un festival, le festival de Sédières, y est organisé de juin à septembre depuis 1974.

## Historique

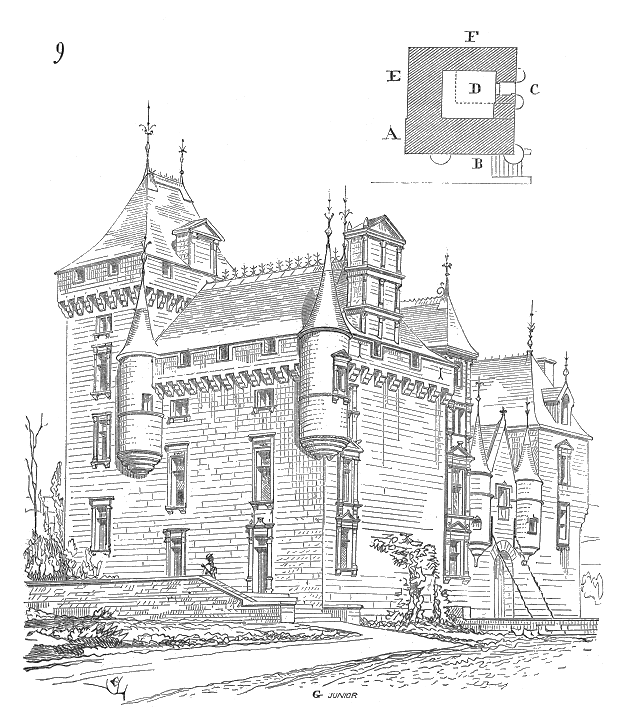
Dessin et plan du château.

Le domaine de Sédières possède un château médiéval du XIVe siècle qui a été remanié durant la Renaissance aux XVe et XVIe siècles. Il a été édifié par Jean Boutier.
Une cheminée Renaissance du deuxième étage porte une inscription latine peinte relatant le passage d'Henri IV. Des quatre corps de bâtiments construits en quadrilatère avec une cour intérieure construits dès l'origine de l'édifice, il ne reste aujourd'hui qu'un pont-levis enjambant les fossés et donnant accès à une porte. Cette dernière est flanquée de deux tourelles qui ouvrait sur la cour intérieure. Le donjon carré à quatre étages était situé à l'angle opposé, au nord.
Un siècle et demi environ après la construction du château, Dominique de Sédières, arrière-petit-fils de Jean Boutier, abandonna définitivement le patronyme de Boutier et entreprit de réhabiliter la demeure de ses ancêtres. Les campagnes d'Italie l'avaient rendu sensible à l'architecture et à l'esprit de la Renaissance. Son mariage avec une demoiselle de Pierre-Buffière lui permit par ailleurs de disposer d'une fortune suffisante pour envisager des travaux d'envergure. Entrepris vers 1535, avec le concours très probable des artistes qui venaient d'œuvrer à Montal (Lot), le chantier du château de Sédières et de ses abords ne s'acheva qu'en 1569. Les fossés furent comblés et remplacés par une terrasse, le mur d'enceinte qui protégeait, mais, obscurcissait la cour d'arrivée, abattu, les bâtiments faisant face au logis principal démolis. Au dernier étage, une autre terrasse offre une vue exceptionnelle sur les étangs et les forêts du domaine. Des tourelles coiffées en poivrière vinrent agrémenter les façades. La partie inférieure de celle de l'entrée reçut trois grandes arcades surbaissées, ouvertes, décorées de colonnes corinthiennes. Des fenêtres moulurées et ornées vinrent remplacer les anciennes ouvertures : la lumière entrait désormais à profusion dans le château. Seuls quelques mâchicoulis devenus inutiles et des restes de fossés témoignèrent encore du passé du château. Le château comprenait en tout une cuisine et 13 salles ou chambres, dont certaines étaient agrémentées d'une cheminée monumentale.
À la fin du XVIIe siècle, les Lentillac, héritiers des lieux, aménagèrent un jardin à la française. Une chapelle dédiée à Saint Laurent fut construite sur le domaine au XVIIIe siècle. Elle était publique, ouverte aux habitants de Clergoux et des environs. Détruite après la Première Guerre mondiale, on suppose qu'elle se trouvait à la place de la maison du gardien.
L'héritière du château le vend, en 1848, à Gabriel Delessert, préfet de police et beau-père du comte de Valon (propriétaire du château de Saint-Priest-de-Gimel), qui le garde quatre ans avant de le vendre à son tour. Le château est enfin acheté en 1861 par le colonel Adolphe de Chanal, qui devient par la suite général de brigade (1870), commandeur de la Légion d'honneur et député de la Corrèze. Le château, comme le domaine de plus de trois cents hectares, ont beaucoup souffert de leur abandon. Ils ont été restaurés l'un et l'autre, avec le souci de préserver au château son style et son caractère.

Le château et son environnement
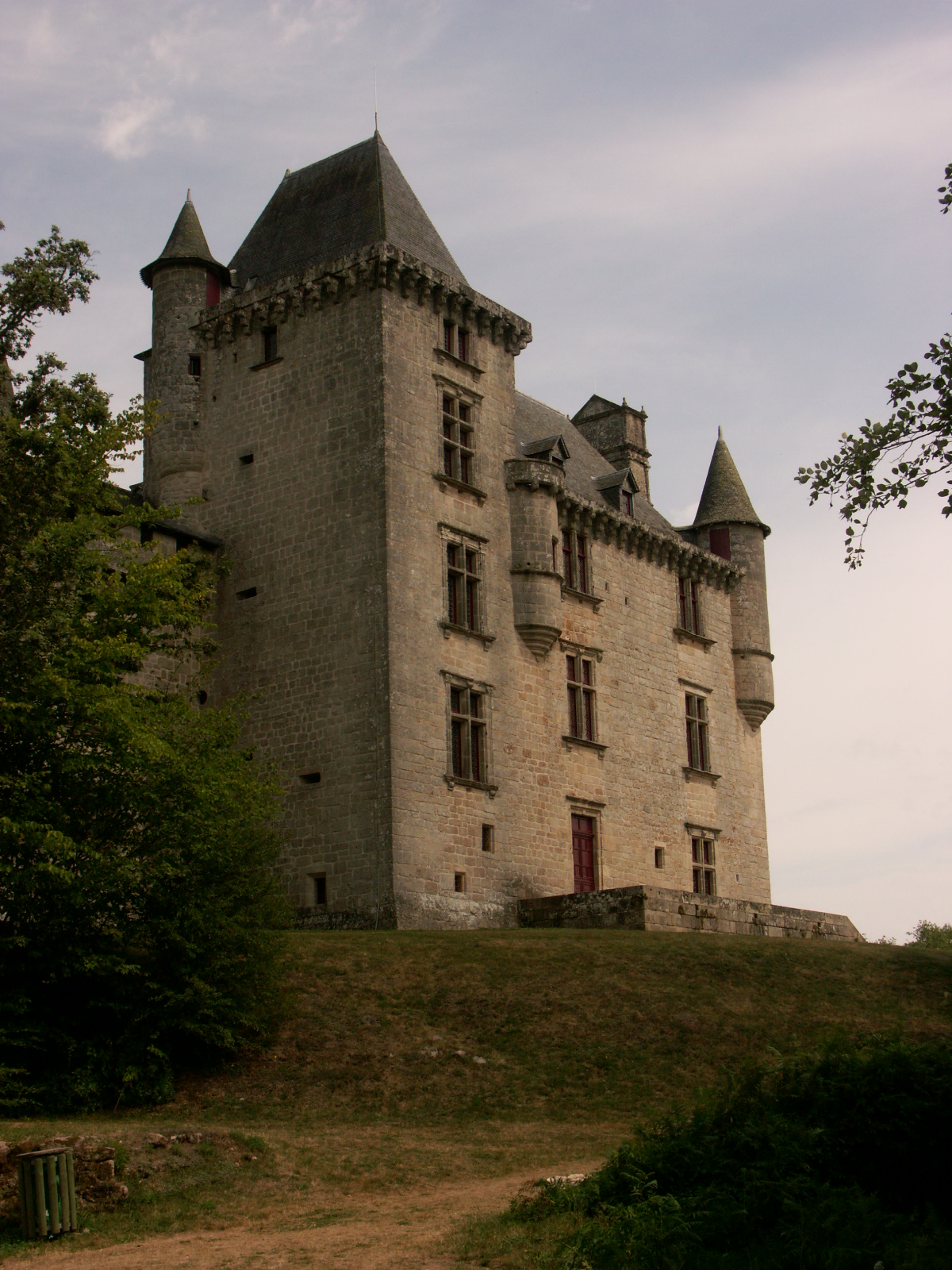
Le château.
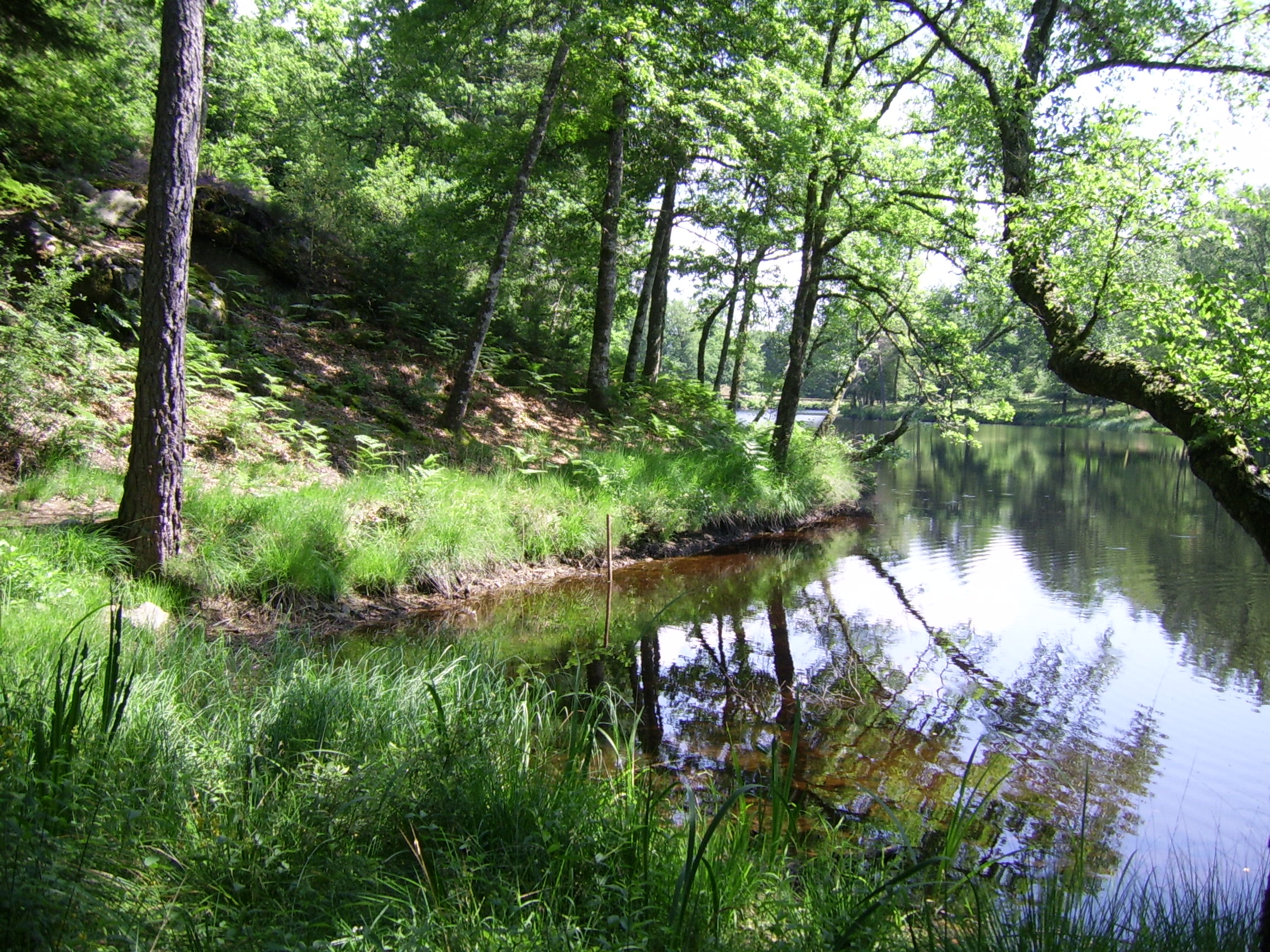
Bords de l'étang.
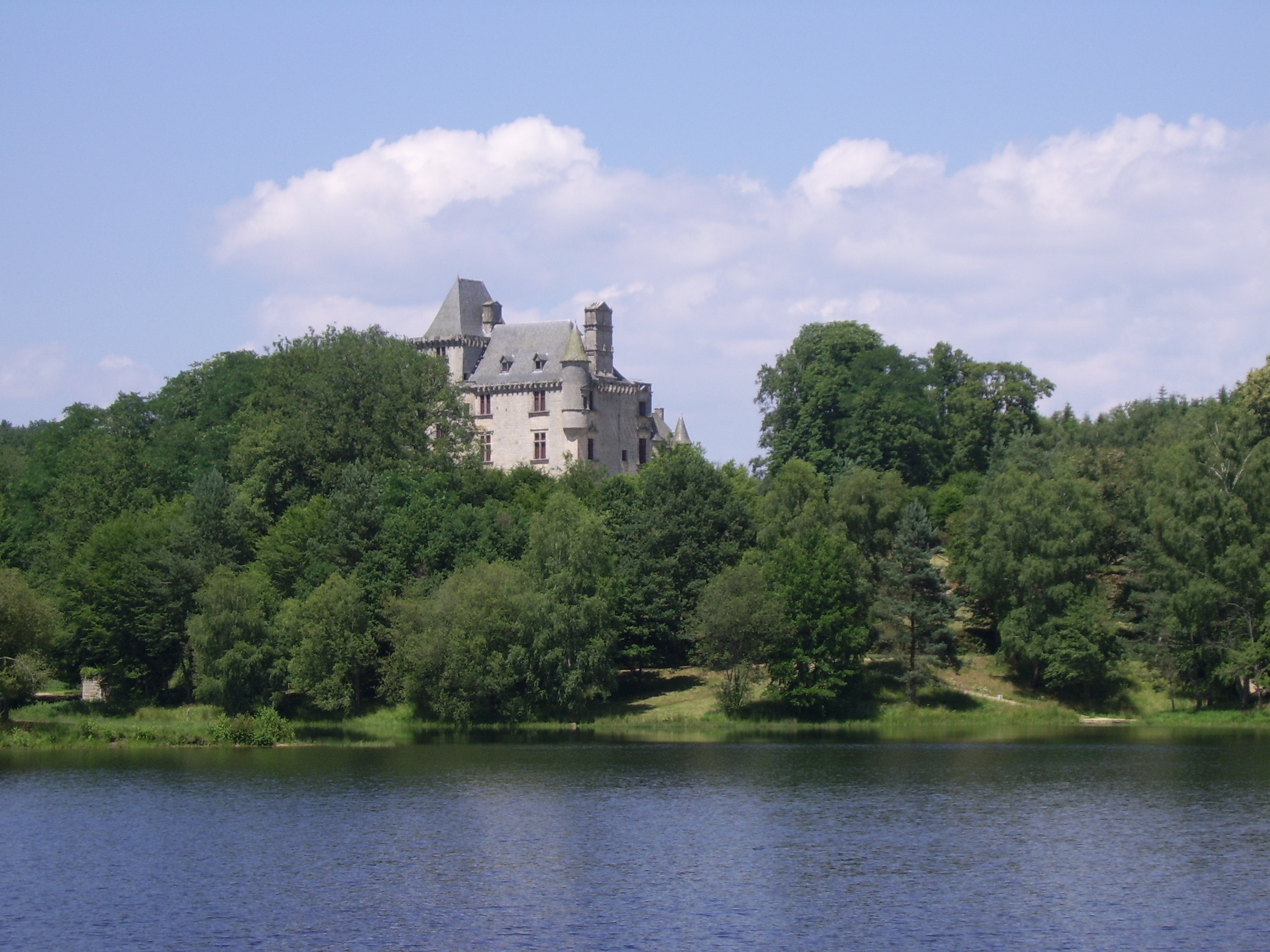
L'étang de la Prade et le château.

### Réhabilitation du lieu
Victor Adolphe de Chanal entreprend des travaux de restauration avec le souci de préserver le style et le caractère de l'édifice. En effet, en 1862, une importante restauration est menée, certainement sous la direction du célèbre architecte-restaurateur Eugène Viollet-le-Duc. Même si rien ne permet de l'affirmer, la conception de l'ouvrage porte sa griffe. L'aile nord-ouest est reconstruite de fond en comble, conçue dans un style médiéval austère, dénué de tout ornement, mais dans un ensemble cohérent qui ne porte pas ombrage à la partie Renaissance du château. Les terrasses des deux premiers étages sont murées pour former des galeries. Les plafonds sont ornés de poutres ou de caissons moulurés, les murs couverts de lambris et de tapisseries.
À sa mort, sa fille Béatrice et son gendre, le baron et la baronne de Neukirchen de Nyvenheimn, poursuivent l'aménagement intérieur en introduisant des tableaux et des objets d'art : tapisseries de Flandres, faïences de Delft, plafonds italiens, mobilier Renaissance. La décoration intérieure s'accompagne également de l'installation du chauffage et de l'éclairage au gaz.

### L'orphelinat
N'ayant pas d'enfant, ceux-ci créent, à partir de 1882, un orphelinat sur leurs terres, dont la mise en valeur doit assurer les revenus. Les enfants sont accueillis à titre gracieux, sauf exceptions, comme pensionnaires et reçoivent une bonne éducation et une formation achevée d'ouvriers agricoles. Confié à des religieux (frères de Saint-Gabriel puis franciscaines de la Providence de Seillon du Mesplier), l'orphelinat appelé aussi Institut agricole, permet de fournir une main d'œuvre gratuite à l'exploitation. 
Les orphelins quant à eux bénéficient en contrepartie de la nourriture, de l'entretien, d'un hébergement et d'une certaine sécurité. L'orphelinat est un bâtiment long de 43 mètres constitué de deux pavillons à trois étages et peut accueillir environ cent enfants. Il est fermé en 1904 à la suite de la promulgation des lois sur la laïcité de l'enseignement. Les anciens propriétaires font alors valoir leur droit de préemption et réintègrent les lieux pour les vendre dans la foulée, le 5 septembre 1904. C'est vers 1978 qu'est détruit l'orphelinat qualifié de vétuste.

### Un retour à l'abandon
Abandonné, le château continua à se dégrader après la guerre. Du mobilier Renaissance et des boiseries, il ne reste déjà plus rien et la bibliothèque a été complètement pillée. Une des quatre tourelles menace de s'effondrer sous l'effet de la végétation, la toiture d'ardoise est en partie éventrée, les cheminées se disloquent, les huisseries sont soit arrachées soit dépourvues de leurs vitres. La voûte de la grande salle du rez-de-chaussée ne tient plus que grâce à des étais.
Les différents propriétaires qui succèdent à M. Valon de La Vilette n'ont ni les moyens ni la volonté de lutter contre l'inexorable dégradation des lieux. Pendant la Première Guerre mondiale, réquisitionné par le ministère de la Guerre, l'orphelinat de Sédières sert d'hébergement à plusieurs centaines de prisonniers, d'officiers et d'officiers supérieurs allemands.

### Reprise par le département de la Corrèze

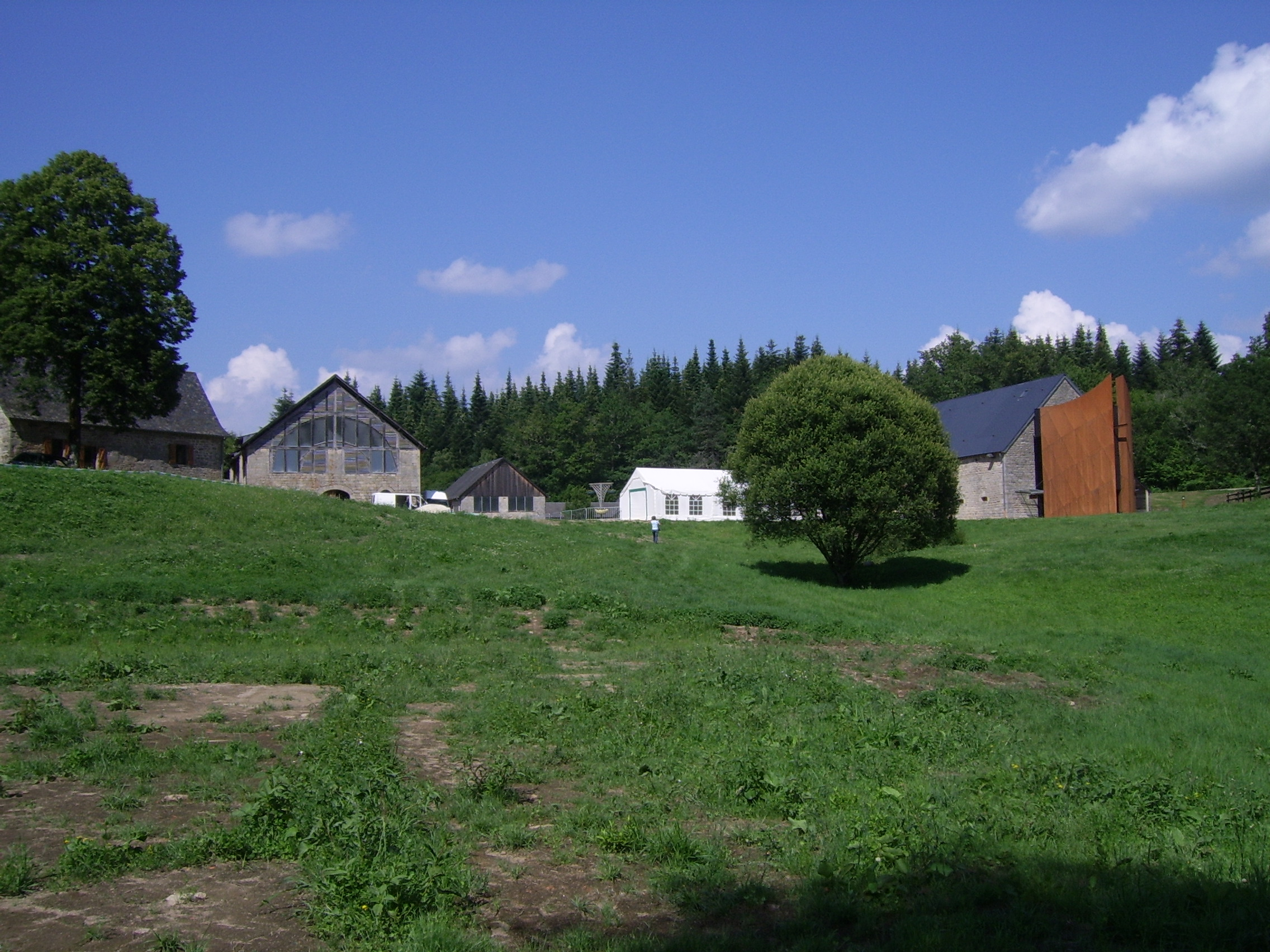
Les granges du domaine.

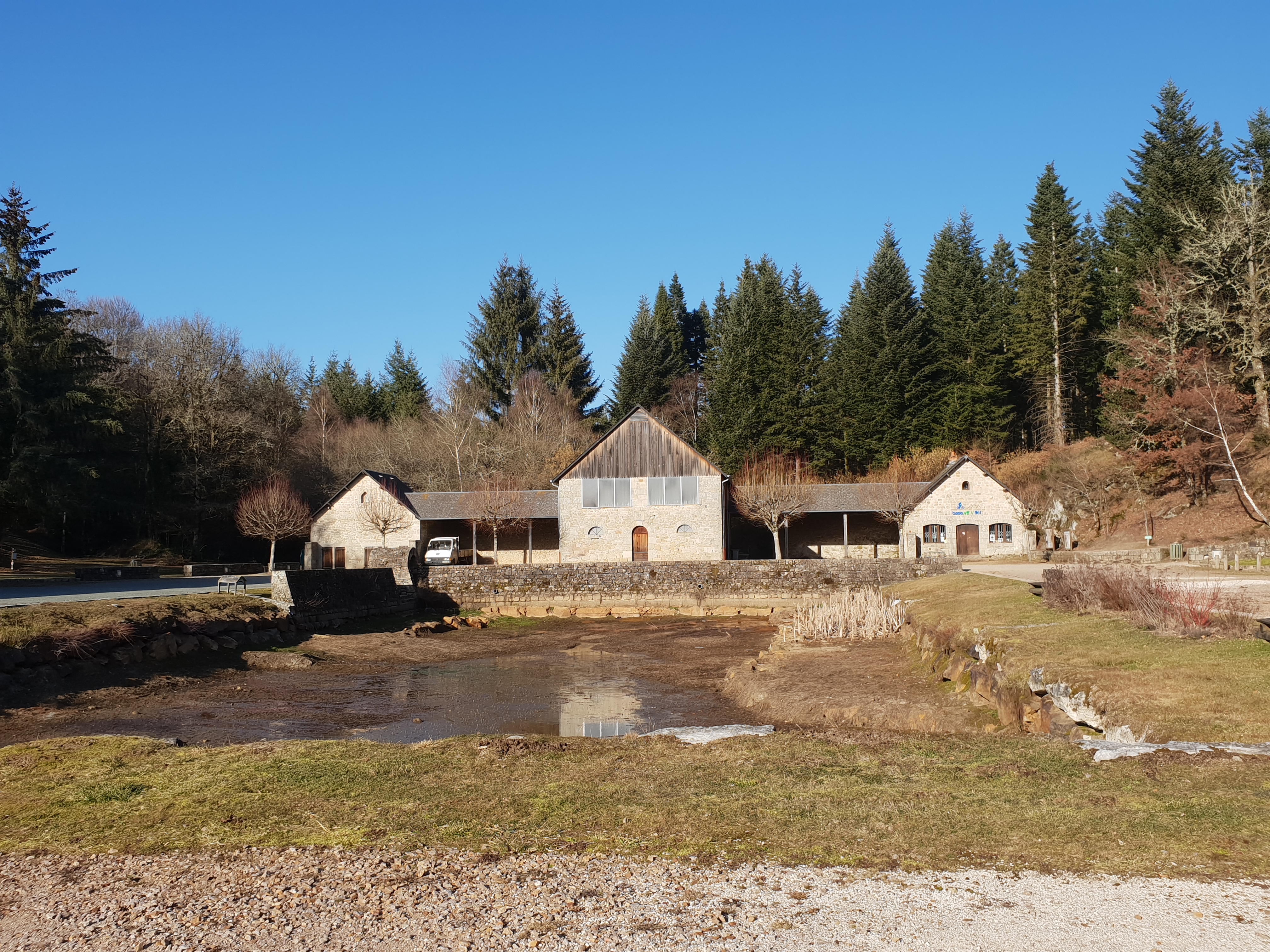
Grenier corrézien du domaine de Sédières en 2019.

En 1965, grâce à l'intervention énergique de Charles Spinasse et du Dr Peuch, conseillers généraux des cantons d'Égletons et de La Roche-Canillac, le conseil général de la Corrèze se porte acquéreur du château et de ses abords, l'Office national des forêts des cent vingt-sept hectares de bois de son domaine. Lorsque le département décide d'acheter le domaine, le bâtiment est en état de ruines, abandonné et pillé de tout son mobilier.
Dès l'achat du château pour la somme de 40 000 Francs, les premières mesures d'urgence sont prises. Le château est complètement réhabilité en plusieurs campagnes de travaux menées sous la direction successive des deux architectes en chef des monuments historiques Gabor Mester de Paradj (1965) et Pierre Lebouteux (1965-1973). Dès que le château est rénové, le conseil général se soucie de le faire vivre : au mois d'août 1974 est organisé le premier festival, consacré à des concerts et des spectacles de danse.

## Architecture

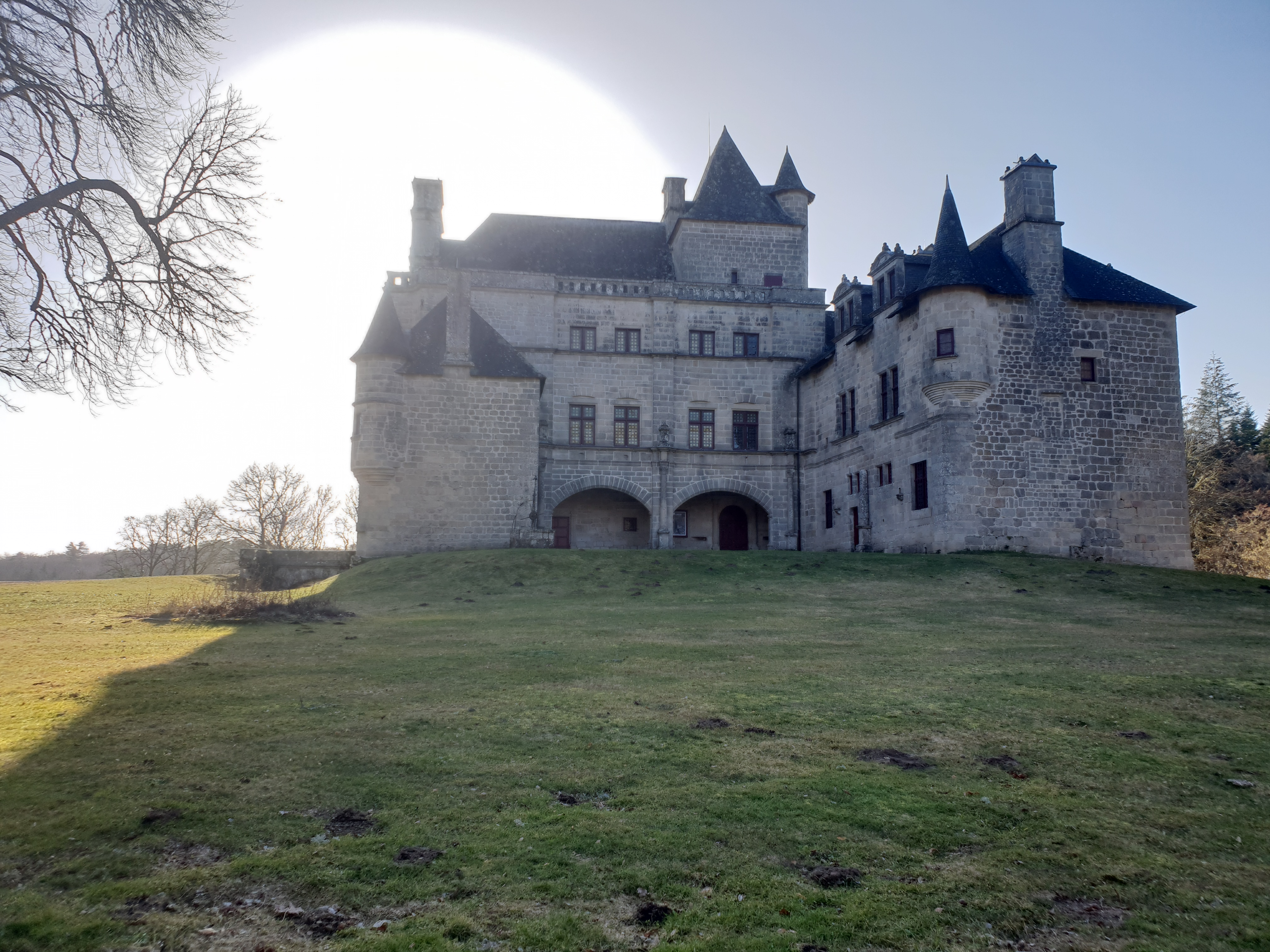
Château de Sédières en 2019.

Le château de Sédières, construit aux XVe et XVIe siècles, porte la date de 1535.
L'ensemble est orné de tourelles sur culot sculpté, de fenêtres à meneaux et croisillons, de pilastres et de linteaux sculptés de style Renaissance. Une grande salle présente des nervures à arc en anse de panier et grande cheminée du XVIe siècle. Le porche d'accès de l'ancien pont-levis est situé dans une aile.
Le château demeura, au cours des siècles suivants, à peu près tel que l'avait transformé Dominique de Sédières : en forme de fer à cheval irrégulier, avec un corps de logis principal de deux étages et un troisième mansardé, flanqué à un angle d'une tour rectangulaire surélevée l'ancien donjon. Un bâtiment de moindre importance, qui abrite l'entrée, lui est accolé perpendiculairement. Au rez-de-chaussée, la voûte en forme de anse de panier est ornée de clefs pendantes finement sculptées : sur l'une d'elles se lit encore, à moitié détruit, le blason des Boutier, seigneurs de Sédières (« d'azur au chevron d'or, accompagné de trois palmes de même »).
Un large escalier de pierre, à la romaine, entre les grandes salles et les cuisines situées au rez-de-chaussée du donjon, permet d'accéder au premier étage. Les pièces y donnent, côté cour, sur une galerie reproduite également à l'étage supérieur. La salle située au-dessus des cuisines abrite une cheminée monumentale au manteau orné de trois médaillons : les figures représentées sur ceux de gauche et de droite n'ont pas été formellement identifiées (saints ou seigneurs des lieux ?), tandis que les armoiries du médaillon central ont été martelées. Une autre cheminée monumentale, richement décorée, orne la pièce d'apparat du second étage.

## Les étés à Sédières
Chaque été, le Château accueille une exposition temporaire consacré à un artiste local. Les lundis à 19h, c'est apéro-concert gratuit à l'extérieur. Les mercredis à 15h, c'est en famille à Sédières pour découvrir des spectacles jeune public. 

### Philatélie
Un timbre postal, d'une valeur de 2,20 francs, représentant le château a été émis le 2 juillet 1988 (le timbre).